# Francheville (Jura)
Francheville és un municipi francès situat al departament del Jura i a la regió de Borgonya - Franc Comtat. L'any 2007 tenia 38 habitants.

## Demografia

### Població
El 2007 la població de fet de Francheville era de 38 persones. Hi havia 16 famílies de les quals 8 eren unipersonals (4 homes vivint sols i 4 dones vivint soles), 4 parelles sense fills i 4 parelles amb fills.
La població ha evolucionat segons el següent gràfic:
Habitants censats

### Habitatges
El 2007 hi havia 21 habitatges, 17 eren l'habitatge principal de la família, 3 eren segones residències i 1 estava desocupat. Tots els 21 habitatges eren cases. Dels 17 habitatges principals, 16 estaven ocupats pels seus propietaris i 1 estava cedit a títol gratuït; 1 tenia una cambra, 2 en tenien tres, 6 en tenien quatre i 8 en tenien cinc o més. 10 habitatges disposaven pel capbaix d'una plaça de pàrquing. A 9 habitatges hi havia un automòbil i a 6 n'hi havia dos o més.

### Piràmide de població
La piràmide de població per edats i sexe el 2009 era:
| Homes | Edats   | Dones |
| ----- | ------- | ----- |
| 0     | 95 o +  | 0     |
| 0     | 90 a 94 | 0     |
| 0     | 85 a 89 | 0     |
| 1     | 80 a 84 | 0     |
| 2     | 75 a 79 | 1     |
| 0     | 70 a 74 | 1     |
| 1     | 65 a 69 | 1     |
| 2     | 60 a 64 | 1     |
| 1     | 55 a 59 | 1     |
| 1     | 50 a 54 | 0     |
| 0     | 45 a 49 | 0     |
| 0     | 40 a 44 | 0     |
| 2     | 35 a 39 | 0     |
| 1     | 30 a 34 | 1     |
| 0     | 25 a 29 | 2     |
| 1     | 20 a 24 | 1     |
| 1     | 15 a 19 | 0     |
| 1     | 10 a 14 | 0     |
| 0     | 5 a 9   | 0     |
| 2     | 0 a 4   | 1     |

## Economia
El 2007 la població en edat de treballar era de 20 persones, 14 eren actives i 6 eren inactives. De les 14 persones actives 13 estaven ocupades (7 homes i 6 dones) i 1 aturada (1 home). De les 6 persones inactives 3 estaven jubilades i 3 estaven classificades com a «altres inactius».
Activitats econòmiques
L'únic establiment que hi havia el 2007 era d'una entitat de l'administració pública.

## Equipaments sanitaris i escolars
L'únic equipament sanitari que hi havia el 2009 era una ambulància.

## Poblacions més properes
El següent diagrama mostra les poblacions més properes.